# Martin Pajaczkowski
Martin Pajaczkowski (* 23. November 1997) ist ein polnischer Fußballspieler.

## Karriere
Pajaczkowski begann seine Karriere beim SV Wienerfeld. 2008 wechselte er zur SV Schwechat. 2015 kam er in die Akademie des FC Red Bull Salzburg. Zur Saison 2016/17 wurde er vom FC Liefering aus an die SV Schwechat verliehen. Im August 2016 debütierte er in der Regionalliga, als er am ersten Spieltag jener Saison gegen die Amateure des SKN St. Pölten in der Startelf stand. Seinen ersten Treffer in der Regionalliga erzielte er im September 2016 bei einer 2:1-Niederlage gegen den ASK Ebreichsdorf.
Zur Saison 2017/18 wurde er an den Wiener Sport-Club weiterverliehen. Für den WSC absolvierte er in jener Saison 28 Spiele in der Regionalliga und erzielte dabei vier Tore.
Zur Saison 2018/19 wechselte er zum Floridsdorfer AC. Sein Debüt in der 2. Liga gab er im Juli 2018, als er am ersten Spieltag jener Saison gegen den SKU Amstetten in der Startelf stand und in der 70. Minute durch Adolphe Belem ersetzt wurde.
Im Januar 2020 kehrte er zum Wiener Sport-Club zurück, bei dem er einen bis Juni 2021 laufenden Vertrag erhielt.